# Якутия (футбольный клуб)
Футбольный клуб «Яку́тия» (якут. «Якутия» футбол кулууба) — российский футбольный клуб из города Якутска. Существовал с 1991 по 2017 год. На профессиональном уровне выступал в сезонах 1991—1995 и 2011/12—2015/16.

## История

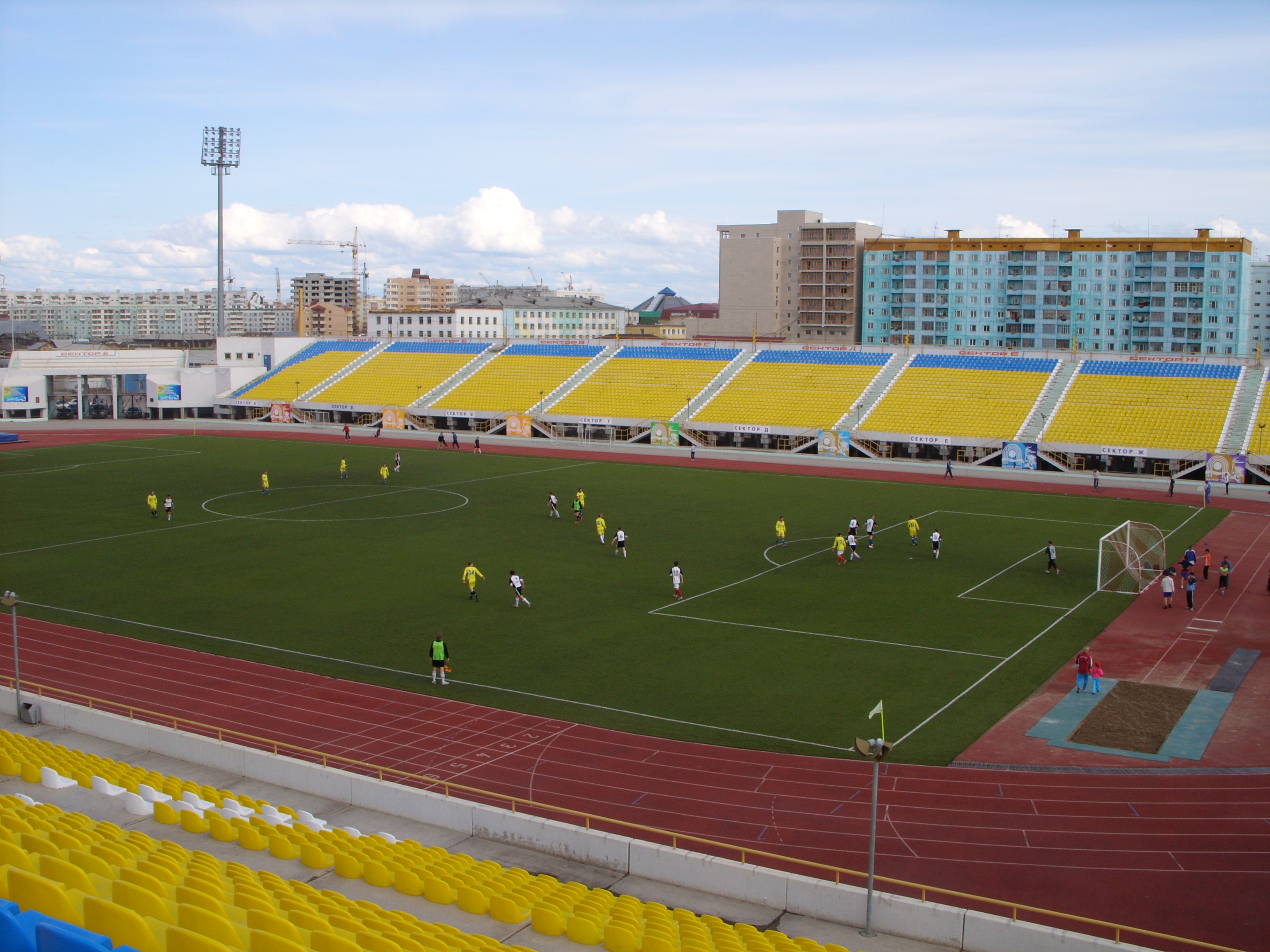
«Якутия» на стадионе «Туймаада» в Якутске

Как профессиональный клуб основан в 1991 году. В 1991 году играл во второй низшей союзной лиге. В 1992—1993 годах играл в первой лиге первенства России, лучшее достижение — 7-е место в зоне «Восток» первой лиги 1993 (не хватило всего 2 очков для выхода в новую, объединённую первую лигу 1994).
В этот период за команду играли такие игроки, как Юрий Пудышев (был играющим тренером), Александр Харасахал, Владимир Мисюченко, Александр Музыка, Александр Зенько, Павел Шеремет и другие, а возглавлял команду известный советский футболист и тренер Владимир Кесарев.
В 2008—2010 годах играл в первенстве ЛФЛ (ЛФК) в зоне «Дальний Восток». Обладатель Кубка Дальнего Востока 2010 года. С 2011 года вновь выходил на профессиональный уровень и был участником II дивизиона/Первенства ПФЛ (зона «Восток»).
8 апреля 2017 года РФС исключил ФК «Якутия» из своих рядов.

### Прежние названия
- 1991—1996 — «Динамо»
- 1997—2003 — «Монтажник»
- 2004—2007 — «Якутск»
- 2008—2009 — «Факел-ШВСМ»
- 2010 — «ШВСМ»
- 2011—2017 — «Якутия»

В 1990 году в любительских соревнованиях уровня РСФСР участвовали 3 команды из Якутска: «Автомобилист», «Монтажник» и «Динамо»: все три команды принимали участие в первенстве КФК в дальневосточной зоне; «Автомобилист» также участвовал в финальном турнире в Камышине; «Монтажник» —  на турнире «Футбол России» и в розыгрыше кубка РСФСР среди КФК — в дальневосточной зоне и финале. В 1987 году «Монтажник» участвовал в первенстве КФК РСФСР дальневосточной зоны. В 1991 году «Автомобилист» участвовал в кубке РСФСР — победил в дальневосточной зоне и финальном этапе
В 2013 году в Первенстве России среди ЛФК участвовала команда «Якутия»-2.

## Достижения
- 7-е место в зоне «Восток» первой лиги (1993)
- 1-е место в зоне «Восток» второй лиги (1994)